# Пинто, Джузеппе
Джузеппе Пинто (итал. Giuseppe Pinto; род. 26 мая 1952, Ночи, Италия) — итальянский прелат и ватиканский дипломат. Титулярный архиепископ Пандосии с 4 декабря 2001. Апостольский нунций в Сенегале и апостольский делегат в Мавритании с 4 декабря 2001 по 6 декабря 2007. Апостольский нунций в Кабо-Верде и Мали с 5 февраля 2002 по 6 декабря 2007. Апостольский нунций в Гвинее-Бисау с 5 марта 2002 по 6 декабря 2007. Апостольский нунций в Чили с 6 декабря 2007 по 10 мая 2011. Апостольский нунций на Филиппинах с 10 мая 2011 по 1 июля 2017. Апостольский нунций в Хорватии с 1 июля 2017 по 16 апреля 2019.